# George R. R. Martin
George Raymond Richard Martin (nascut George Raymond Martin; Bayonne, 20 de setembre de 1948), també conegut com a GRRM, és un novel·lista i autor de relats estatunidenc, conegut principalment per les seves obres als gèneres de la fantasia, el terror i la ciència-ficció, així com un guionista i productor televisiu. La seva obra més coneguda és la saga literària de fantasia èpica Cançó de gel i de foc.
El 2005 Lev Grossman, de la revista Time, va citar Martin com «el Tolkien estatunidenc» i, el 2011, va ser inclòs en la llista de la mateixa revista de les 100 persones més influents del món.

## Biografia

### Joventut
George Raymond Martin (més tard adoptaria el nom de confirmació Richard, a l'edat de tretze anys) va néixer el 20 de setembre de 1948 a Bayonne, a l'estat de Nova Jersey, fill d'un portuari anomenat Raymond Collins Martin i la seva muller, Margaret Brady Martin. Tenia dues germanes petites, Darleen i Janet. El seu pare era d'ascendència meitat italiana, mentre que la seva mare tenia la meitat dels ascendents d'origen irlandès. També tenia arrels franceses, angleses, gal·leses i alemanyes.
La família, en un principi, vivia en una casa situada a Broadway, pertanyent a la besàvia de Martin. El 1953 es van traslladar a una casa de protecció oficial federal prop dels molls de Bayonne. En el transcurs de la infantesa de Martin, el seu món consistia predominantment en «First Street a Fifth Street», els carrers que hi havia entre la seva escola i la seva casa; aquest món tan limitat li van fer créixer les ganes de viatjar i conèixer altres llocs, però l'única manera que tenia de fer-ho era a través de la imaginació; així, es va convertir en un lector voraç. El petit Martin va començar a escriure i a vendre històries sobre monstres per monedes als altres nens del veïnat, inclosos texts dramàtics. També va escriure històries sobre un regne mític poblat per les seves tortugues; aquestes tortugues, sovint, morien al seu castell de joguina, així que va decidir que es mataven entre elles en «arguments sinistres».
Martin va assistir a l'escola Mary Jane Donohoe i, posteriorment, a l'institut marista de Nova Jersey. Mentre era allà es va convertir en un habitual lector de còmics, desenvolupant un gran interès pels superherois de les obres publicades per Marvel Comics. Una carta que Martin va escriure a l'editor de Fantastic Four es va publicar al número 20 (data de portada novembre de 1963); era la primera de moltes cartes que va enviar, com als números núm. 32, núm. 34 i més. Alguns aficionats que llegien les seves cartes li contestaven i, a partir d'aquests contactes, Martin es va aficionar al fandom de l'època, escrivint ficció per diversos fanzine; va ser la primera persona a enregistrar-se per participar en una convenció del còmic celebrada a Nova York el 1964. El 1965, Martin va guanyar el premi Alley a la millor ficció per la seva història narrada «Powerman vs. The Blue Barrier».
El 1970, Martin va graduar-se en periodisme a la Universitat Northwestern d'Evanston (Illinois), amb un summa cum laude; més tard també aconseguiria un màster en periodisme, acabat el 1971, també a la facultat Medill de la Northwestern. Essent elegible per ser reclutat per l'exèrcit durant la Guerra del Vietnam, de la qual no estava a favor, Martin va sol·licitar i va aconseguir ser declarat objector de consciència; a canvi, va fer serveis alternatius durant dos anys (1972–1974) com a voluntari de la VISTA, assignat a la Fundació d'Assistència Legal del comtat de Cook.

### Ensenyament
A mitjan dècada de 1970, Martin va conèixer el professor d'anglès George Guthridge en una convenció de ciència-ficció celebrada a Milwaukee. Martin va persuadir a Guthridge (que va confessar que, en aquell moment, no diferenciava la ciència-ficció de la fantasia) perquè tornés a mirar-se la ficció especulativa escrivint una obra en aquell camp per si mateix. (Des d'aleshores, Guthridge ha estat finalista als premis Hugo i dues vegades als premis Nebula de ciència-ficció i fantasia. El 1998, Guthridge i Janet Berliner van guanyar el premi Bram Stoker al millor èxit en novel·la per la seva obra Children of the Dusk.)
A canvi, Guthridge va ajudar Martin a trobar feina a la Universitat de Clarke (aleshores el Clarke College). Martin «no estava guanyant prou diners per a mantenir-se viu», vivint de l'escriptura i dels campionats d'escacs, segons Guthridge. Entre 1976 i 1978, Martin va ser professor d'anglès i periodisme a Clarke, convertint-se en escriptor resident del college entre 1978 i 1979.
Tot i que li va agradar l'ensenyament, la mort abrupta del seu amic i també autor Tom Reamy, a finals de 1977, va provocar que Martin es replantegés la seva pròpia vida, decidint finalment intentar convertir-se en escriptor a temps complet. Va abandonar la feina i, cansat dels hiverns inclements de Dubuque, es va traslladar a Santa Fe (Nou Mèxic) el 1979.

### Carrera com a escriptor
Martin va començar a vendre històries breus de ciència-ficció, professionalment, el 1970, quan només tenia 21 anys. La seva primera venda va ser «The Hero», que va comprar la revista Galaxy i va publicar en el seu número de febrer de 1971; aviat va vendre noves obres. La seva primera història nominada als premis Hugo i Nebula va ser «With Morning Comes Mistfall», publicada el 1973 a la revista Analog. El 1975 la seva historieta «…for a single yesterday», que tractava sobre un viatge en el temps postapocalíptic va ser seleccionat per formar part d'Epoch, una antologia de ciència-ficció editada per Roger Elwood i Robert Silverberg. La seva primera novel·la, Dying of the Light, va estar acabada el 1976, just abans que es traslladés a viure a Dubuque, i publicada el 1977. El mateix any, l'enorme èxit de la pel·lícula Star Wars va provocar un gran impacte en la indústria editorial i de la ciència-ficció, venent la novel·la per un import igual al que hagués aconseguit en tres anys al món de l'ensenyament.
Els relats curts que venia amb vint anys li donaven diners, però no suficients per pagar totes les factures, fet que li impedia convertir-se en un escriptor a temps complet. La necessitat de trobar una feina va sorgir al mateix temps que el món dels escacs estatunidenc entrava en la bogeria posterior a la victòria de Bobby Fischer al campionat mundial d'escacs de 1972. L'habilitat i l'experiència de Martin amb els escacs li van permetre ser contractat com a director de tornejos per l'Associació Continental d'Escacs els caps de setmana. Això li va permetre tenir suficients ingressos i, com que els tornejos només es disputaven els dissabtes i els diumenges, li permetien treballar com a escriptor cinc dies a la setmana, entre el 1973 i el 1976. Quan la bombolla dels escacs, finalment, va explotar, i ja no proveïa una entrada fluida de diners, Martin ja s'havia convertit en un escriptor establert.

## Obres

### Novel·les
- Dying of the Light (1977)
- Windhaven (1981, amb Lisa Tuttle)
- Fevre Dream (1982)
- The Armageddon Rag (1983)
- Dead Man's Hand (1990, amb John J. Miller)

#### Cicle deCançó de gel i de foc
1. Joc de trons (1996)
2. Xoc de reis (1999)
3. Tempesta d'espases (2000)
4. Festí de corbs (2005)
5. Dansa amb dracs (2011)
6. The Winds of Winter (Futur - SENSE DATA)
7. A Dream of Spring (Futur - SENSE DATA)

### Col·leccions
- A Song for Lya (1976)
- Songs of Stars and Shadows (1977)
- Sandkings (1981)
- Songs the Dead Men Sing (1983)
- Nightflyers (1985)
- Tuf Voyaging (1987, col·lecció d'històries relacionades entre elles)
- Portraits of His Children (1987)
- Quartet (2001)
- GRRM: A Rretrospective (2003)

### Wild Cards (com a editor i autor d'algunes històries)

#### Trilogia original
- Wild Cards I (1987; contingut expandit a l'edició de 2010 amb quatre nous relats, tres dels quals acreditats a tres autors nous)
- Wild Cards II: Aces High (1987)
- Wild Cards III: Jokers Wild (1987)

#### Quartet Puppermaster
- Wild Cards IV: Aces Abroad (1988; contingut expandit a l'edició de 2015 amb dous nous relats de dos nous autors)
- Wild Cards V: Down & Dirty (1988)
- Wild Cards VI: Ace in the Hole (1990, només editor)
- Wild Cards VII: Dead Man's Hand (1990)

#### Trilogia Rox
- Wild Cards VIII: One-Eyed Jacks (1991, només editor; contingut expandit a l'edició de 2018 amb dous nous relats de dos nous autors)
- Wild Cards IX: Jokertown Shuffle (1991, només editor; contingut expandit a l'edició de 2019 amb dous nous relats de dos nous autors)
- Wild Cards XI: Dealer's Choice (1992)

#### Bantam Solo (només com a editor)
- Wild Cards X: Double Solitaire (1992)
- Wild Cards XII: Turn of the Cards (1993)

#### Trilogia Card Sharks
- Wild Cards XIII: Card Sharks (1993, només editor)
- Wild Cards XIV: Marked Cards (1994, només editor)
- Wild Cards XV: Black Trump (1995)

#### iBooks Revival (només com a editor)
- Wild Cards XVI: Deuces Down (2002)
- Wild Cards XVII: Death Draws Five (2006; novel·la en solitari de John J. Miller)

#### Trilogia The Committee (amb l'ajuda en l'edició de Melinda M. Snodgrass)
- Wild Cards XVIII: Inside Straight (2008)
- Wild Cards IXX: Busted Flush (2008, només editor)
- Wild Cards XX: Suicide Kings (2009, només editor)

#### Trilogia Mean Streets (només editor, amb l'ajuda de Melinda M. Snodgrass)
- Wild Cards XXI: Fort Freak (2011)
- Wild Cards XXII: Lowball (2014)
- Wild Cards XXIII: High Stakes (2016)

#### Trilogia The American (només com a editor)
- Wild Cards XXIV: Mississippi Roll (2017, amb l'ajuda en l'edició de Melinda M. Snodgrass)
- Wild Cards XXV: Low Chicago (2018)
- Wild Cards XXVI: Texas Hold 'Em (2018)

- Wild Cards XXVII: Knaves Over Queens (2019, només editor, amb l'ajuda de Melinda M. Snodgrass)

### The British Arc
- Wild Cards XXVII: Knaves Over Queens (2019)
- Wild Card XXVIII: Three Kings[28]

## Premis
- «A Song for Lya» (1974) Hugo
- «Sandkings» (1979) Hugo i Nebula
- «The Way of Cross and Dragon» (1979) Hugo
- «Portraits of His Children» (1985) Nebula